# (5585) Parks
(5585) Parks (1990 MJ) – planetoida z grupy przecinających orbitę Marsa okrążająca Słońce w ciągu 4,47 lat w średniej odległości 2,71 j.a. Odkryta 28 czerwca 1990 roku.